# Rolf Schieder
Rolf Schieder (* 1. August 1953 in Coburg) ist ein deutscher Theologe und ein seit 2018 emeritierter Universitätsprofessor.

## Leben
Rolf Schieder studierte nach dem Abitur Evangelische Theologie in Neuendettelsau, Göttingen und München. Danach war er Studentenpfarrer in Neuendettelsau. Schieder wurde 1986 an der Ludwig-Maximilians-Universität in München mit einer Arbeit über Civil Religion. Die religiöse Dimension der Politischen Kultur. promoviert. Sein Betreuer war Trutz Rendtorff. Schieders Habilitationsschrift Religion im Radio. Kirchliche Rundfunkarbeit in der Weimarer Republik und im Dritten Reich nahm dieselbe Fakultät im Jahre 1994 an. Sie wurde von Wolfgang Steck betreut. Nach einem einjährigen Training am Central Islip Psychiatric Center auf Long Island arbeitete er einige Jahre als Klinikseelsorger. Im Jahr 1994 war er der Meinung, dass die Seelsorgebewegung als Bewegung an ihr Ende gekommen sei. Dieses bekräftigte er auch in einem seiner Bücher.
Schieder war von 1994 bis 2002 Professor für Religionspädagogik und Religionsdidaktik an der Universität Koblenz-Landau und von 2002 bis 2018 Professor für Praktische Theologie und Religionspädagogik an der Humboldt-Universität zu Berlin.
Schieder machte Benedikt XVI. nach dessen umstrittener Rede von Regensburg im Jahre 2006 den Vorwurf, er habe nicht nur dem Islam, sondern vor allem auch der protestantischen Theologie mangelnde Vernunftbindung vorgehalten.

## Werk
Schieder hat sich in seiner Arbeit stark von Michel Foucaults Spätwerk zum Verhältnis von Wissen, Macht, Pastoralmacht und dem Willen zur Wahrheit bestimmen lassen. Foucaults Begriff der Gouvernementalität versucht er auch für seine religionspolitische Arbeit fruchtbar zu machen. Foucaults diskursanalytische Arbeiten boten den theoretischen Rahmen für seine predigtanalytischen Untersuchungen.
Seit gut 25 Jahren beschäftigt sich Schieder mit religionspolitischen Fragen. Dabei spielt der transatlantische Vergleich eine wichtige Rolle. Die Existenz einer amerikanischen Zivilreligion und deren scheinbares Fehlen in Deutschland motivierte Schieder zu einer vertieften Beschäftigung mit dem Werk Émile Durkheims und seiner These vom culte de l’individu in der Moderne. Schieder selbst bezeichnet sich als einen praktisch-theologischen Scout, der nach neuen Wegen der Bearbeitung der Schnittflächen zwischen Theologie und moderner Kultur sucht. 
Schieder leitete seit 2005 mit Nils Ole Oermann das Program on Religion and Politics an der Humboldt-Universität und ist Herausgeber der Berliner Reden zur Religionspolitik. Als Direktor des Program on Religion, Politics and Economics organisiert er unter anderem die Haniel Summer School on Religion, Politics and Economics. Außerdem arbeitet Schieder an Fragen zur Religionsökonomie. Als Mitglied des interdisziplinären Center for Applied Statistics in Economics (C.A.S.E.) versucht er die Arbeiten des französischen Soziologen Luc Boltanski für die Religionsökonomie fruchtbar zu machen. Darüber hinaus ist Schieder Senior Fellow des American Institute for Contemporary German Studies (AICGS). und war 2008–2009 Fellow am Zentrum für Religion, Wirtschaft und Politik (ZRWP) der Universitäten Basel, Zürich und Luzern.
In der Berliner Auseinandersetzung um den Religionsunterricht als ordentliches, gleichberechtigtes Lehrfach an öffentlichen Schulen warb Schieder für das Volksbegehren Pro Reli, das am 26. April 2009 scheiterte.

## Veröffentlichungen
- Civil Religion. Die religiöse Dimension politischer Kultur. Gütersloher Verlagshaus Mohn, Gütersloh 1987, ISBN 3-579-00270-8
- Religion im Radio. Protestantische Rundfunkarbeit in der Weimarer Republik und im Dritten Reich. Kohlhammer, Stuttgart/Berlin/Köln 1995, ISBN 3-17-013223-7
- mit Roman Heiligenthal, Friedrich Lemke & Thomas Martin Schneider: Einführung in das Studium der Evangelischen Theologie. Kohlhammer, Stuttgart/Berlin/Köln 1999, ISBN 3-17-015154-1
- mit Elisabeth Reil (Hrsg.): Wahrheit suchen – Wirklichkeit wahrnehmen. Festschrift für Hans Mercker zum 60. Geburtstag. Knecht, Landau 2000, ISBN 3-930927-56-X
- Wieviel Religion verträgt Deutschland? (= Edition Suhrkamp. Bd. 2195). Suhrkamp, Frankfurt 2001, ISBN 3-518-12195-2
- (Hrsg.): Religionspolitik und Zivilreligion. Nomos-Verlags-Gesellschaft, Baden-Baden 2001, ISBN 3-7890-7456-X
- Die Zivilisierung der Religionen als Ziel staatlicher Religionspolitik? In: Aus Politik und Zeitgeschichte (APuZ). Nr. 6, 31. Januar 2007
- mit Dagmar Pruin & Johannes Zachhuber (Hrsg.): Religion and Politics in the United States and Germany. Old Divisions and New Frontiers – Religion und Politik in Deutschland und den USA. Traditionelle Differenzen und neue Herausforderungen. Lit, Berlin/Münster 2007, ISBN 978-3-8258-9622-5.
- Sind Religionen gefährlich? Berlin University Press, Berlin 2008, ISBN 978-3-940432-31-5; 2. erweiterte Ausgabe ebd. 2011, ISBN 978-3-86280-020-9.
- als Herausgeber: Die Gewalt des einen Gottes. Die Monotheismusdebatte zwischen Jan Assmann, Micha Brumlik, Rolf Schieder, Peter Sloterdijk und anderen. Berlin University Press, Berlin 2014, ISBN 978-3-86280-067-4.